# Wałczyk fioletowy
Wałczyk fioletowy (Magdalis violacea) – gatunek chrząszcza z rodziny ryjkowcowatych. Zamieszkuje Europę i Syberię.

## Taksonomia
Gatunek ten opisany został po raz pierwszy w 1758 roku przez Karola Linneusza w dziesiątym wydaniu Systema Naturae pod nazwą Curculio violaceus. Jako miejsce typowe wskazano Europę.

## Morfologia
Chrząszcz o ciele długości od 3,2 do 5,3 mm. Ubarwienie ma czarne z niebieskimi lub zielonymi, błyszczącymi pokrywami, zwykle niebiesko połyskującym tyłem głowy i przedpleczem (dna punktów na przedpleczu pozostają czarne), z częściowo ciemnobrunatnymi czułkami, od spodu z szarymi łuskami na episternitach i epimerytach śródpiersia i zapiersia.
Głowa, wąska u samca i szersza u samicy, ma oczy nie wystające poza jej zarys. Ryjek jest dłuższy od głowy, u samca półtorakrotnie, zakrzywiony i na szczycie lekko rozszerzony, u samca silniej punktowany niż u samicy. Przedplecze jest zwężone tylko w przedniej części, a w tylnej równoległoboczne albo od nasady zwężone ku przodowi i wskutek tego stożkowate. Powierzchnia przedplecza jest grubo punktowana. Tylne kąty są słabo odgięte na zewnątrz. Tarczka jest dość duża, w przedniej części pochylona w dół, w tylnej leżąca na poziomie pokryw. Pokrywy mają nasadę co najwyżej nieco szerszą od przedplecza, od barków prostą, po czym skręcającą ku tarczce. Rzędy są dość wąskie, niewgłębione, w części przedniej punktowane kwadratowo lub prostokątnie. Międzyrzędy są szersze, z zaopatrzonymi w ziarenka punktami i marszczeniem między nimi. Punkty w rzędach i międzyrzędach maleją ku tyłowi. Odnóża przedniej pary stykają się biodrami. Uda wszystkich par mają ząbki.

## Ekologia i występowanie
Owady dorosłe są foliofagami. Żerują na liściach i pąkach brzóz, olsz, sosen i świerków. Larwy są ksylofagami sosny pospolitej i świerka pospolitego. Żerują na młodych pędach wierzchołkowych roślin pokarmowych, drążąc korytarze w ich rdzeniach
Parazytoidami wałczyka fioletowego są Doryctes striatellus, Spathius brevicaudis i Spathius exarator – błonkówki z rodziny męczelkowatych.
Gatunek palearktyczny. W Europie znany jest z Wielkiej Brytanii, Francji, Holandii, Niemiec, Austrii, Włoch, Danii, Szwecji, Norwegii, Finlandii, Estonii, Łotwy, Litwy, Polski, Czech, Słowacji, Węgier, Ukrainy, Mołdawii, Rumunii, Bułgarii oraz europejskiej części Rosji. Dalej na wschód zamieszkuje Syberię.